# Maloretour River
Der Maloretour River ist ein kurzer Bach an der Westküste von Dominica. Er verläuft im Parish St. John und mündet in der Prince Rupert Bay (Portsmouth Bay) ins Karibische Meer.

## Geographie
Der Maloretour River entspringt nördlich von Reil Estate (⊙).
Er fließt nach Südwesten und am Nordrand von Portsmouth (Lagoon) mündet er ins Meer.
Aus dem Gebiet von Grange bekommt er den kleinen Zufluss Lolo Ravine.
Nach Westen schließt sich das Einzugsgebiet des Swamp Ravine und des Bell Hall River an, von denen letzterer in der Douglas Bay ins Meer mündet.